# Двадцять шість днів із життя Достоєвського
«Двадцять шість днів із життя Достоєвського» (рос. «Двадцать шесть дней из жизни Достоевского») — радянська біографічна драма 1980 року, режисера Олександра Зархі.

## Сюжет
Жовтень 1866 року. Важкий і похмурий період у житті письменника Федора Михайловича Достоєвського. Похорон дружини, потім брата, борги та відсутність особистого життя. Підписано кабальний договір з видавцем Стелловським, за яким в короткий термін необхідно надати рукопис нового роману. За порадою друзів Федір Михайлович скористався послугами стенографістки, однієї з найкращих слухачок курсів Ольхіна. За той малий час, що залишався для роботи, був закінчений роман «Гравець». Ніжне, щире почуття, що виникло між письменником і його помічницею, переросло в кохання. Анна Григорівна, переборовши сумніви, стає його дружиною і вірним другом.

## У ролях
- Євгенія Симонова — Анна Григорівна Сніткіна
- Анатолій Солоніцин —  Федір Михайлович Достоєвський
- Ева Шикульська —  Аполлінарія Суслова
- Євген Дворжецький —  Паша Ісаєв, пасинок Достоєвського
- Микола Денисов —  Міша, наречений Анни Григорівни
- Юрій Катін-Ярцев —  службовець Стелловський
- Юрій Медведєв —  Урлов Второй, помічник пристава
- Вадим Александров —  поліцейський
- Тетяна Бабаніна —  Федосія
- Олена Кононенко —  Анна Миколаївна
- Юрій Комаров —  студент
- Олег Чайка —  Коритін, літератор
- Володимир Піцек —  епізод

## Знімальна група
- Сценаристи —  Володимир Вайншток, Павло Фінн
- Режисер-постановник — Олександр Зархі
- Оператор-постановник —  Володимир Клімов
- Композитор —  Іраклій Габелі
- Художник-постановник —  Людмила Кусакова